# Отињи ле Пти
Отињи ле Пти (фр. Autigny-le-Petit) насеље је и општина у североисточној Француској у региону Шампања-Ардени, у департману Горња Марна која припада префектури Сен Дизје.
По подацима из 2011. године у општини је живело 53 становника, а густина насељености је износила 20,95 становника/km². Општина се простире на површини од 2,53 km². Налази се на средњој надморској висини од 177 метара.

## Демографија
| 1962. | 1968. | 1975. | 1982. | 1990. | 1999. | 2011. |
| ----- | ----- | ----- | ----- | ----- | ----- | ----- |
| 63    | 80    | 60    | 60    | 75    | 56    | 53    |

График промене броја становника у току последњих година